# Michael Sziedat
Michael Sziedat (22 agosto 1952) è un ex calciatore tedesco, di ruolo difensore.
Bandiera dell'Hertha Berlino, con la società della capitale ha giocato 298 incontri di campionato e 361 sfide tra campionato, DFB-Pokal e competizioni calcistiche europee. Vanta 379 partite di Bundesliga e 28 match in Europa.

## Palmarès

### Club

#### Competizioni nazionali
- Coppa di Germania: 1

Eintracht Francoforte: 1980-1981